# Словцов, Пётр Андреевич
Пётр Андре́евич Словцо́в (Слопцо́в) (1767, Нижне-Сусанский завод, Тобольской провинции, Сибирской губернии — 28 марта (9 апреля) 1843, Тобольск) — историк Сибири и поэт.

## Биография
Родился в горно-заводской части Сибири в семье заводского священника. Предки Словцова — выходцы из Великоустюжского уезда, переселившиеся в Сибирь в XVII веке.
Учился в Тобольской духовной семинарии (1780—1788), куда попал на казённое обучение после смерти отца. За отличные способности был направлен в Санкт-Петербург в Александро-Невскую семинарию, где его соучениками были M. M. Сперанский и И. И. Мартынов. Тогда же он увлёкся европейской философией XVIII века и начал свою литературную деятельность. В 1792 году он был назначен в Тобольскую семинарию преподавателем философии и риторики.
После чтения проповеди на бракосочетание наследника 10 ноября 1793 года в кафедральном Софийско-Успенском соборе Тобольска, в которой Словцов позволил себе намеки на обязанности правителей по отношению к подданным, был арестован по обвинению в том, что его проповедь содержит в себе «возмущение народа против правительства», и отправлен на следствие в Санкт-Петербург, а затем «на исправление» в Валаамский монастырь. Через год заключения в 1795 году был возвращён в Петербург и назначен преподавателем риторики, но оставался под надзором и угрозой насильственного пострижения в монахи. С 1797 года был на светской службе в Петербурге (экспедитором департамента министерства коммерции).
В 1808 году был вновь арестован, по подозрению во взяточничестве, и сослан в Тобольск, где был зачислен в штат сибирского генерал-губернатора. В 1814 году переехал в Иркутск. 12 января 1815 года Словцова назначили иркутским судьёй. В июле 1815 года его направили в экспедицию по поиску места для новых поселений по Якутскому и Нижнеудинскому тракту, по течению Ангары.
С 21 июня 1815 года по 1820 год П. А. Словцов был директором гимназии и училищ Иркутска. В 1821 году назначен визитатором (инспектором) сибирских училищ. Последние годы жизни он провёл в Тобольске, получая пенсию, назначенную 24 сентября 1829 года при содействии М. М. Сперанского.
Похоронен на Завальном кладбище.

## Исторические и краеведческие труды
В Сибири Словцов издал серию исторических и краеведческих трудов. Главный его труд — «Историческое обозрение Сибири». Первая часть его, обнимающая период 1588—1742 годах, вышла в 1838 году; вторая, доводящая историю Сибири до 1823 года — в 1844 году (2-е издание — 1836).
Словцов написал ещё ряд статей и отдельных брошюр по истории и географии Сибири:
- «Изображение нашей с Китаем торговли» («Казанские известия», 1816 г., № 68 и 69);
- «О Якутской области» (ib., № 87, 88 и 89);
- «Общий взгляд на Иркутскую губернию» (ib., 1817 г., № 11 и 12);
- «О забайкальских достопамятностях» («Сибирский вестник», 1821 г., ч. XV, и «Казанский вестник», 1821 г., № 5);
- «Вопросы Иркутска» («Вестник Европы», 1822 г., № 17 и 18);
- «Письма о Сибири» (СПб., 1826);
- «Прогулки вокруг Тобольска в 1830 г.» (М., 1834);
- «Исторические записки о чукотском народе» ("Вестн. Имп. рус. геогр. общ., 1856 г., ч. XVIII,. 5);
- «Письма из Сибири» («Московский телеграф», 1828, XII; 1830, III и V и 1831, XIII) и др.

## Поэтическое творчество
Считается, что ещё в Тобольской семинарии Словцов сочинил оду «К Сибири» (опубликована в журнале «Муза», 1796, ч. 1, февраль, с. 100, с подписью: NN; поскольку из известных авторов, сотрудничавших в «Музе», только Словцов был родом из Сибири, стихотворение атрибутируют ему). В Петербурге он написал оду «Материя», напечатанную в журнале «Муза», 1796, ч. 1, март, стр. 182—186, без подписи, авторские примечания к тексту снабжены криптонимом «С». В комментарии Словцов писал: «Сочинитель сей пиесы хотел только испытать, можно ли физические истины предлагать в стихах». Его полушутливое стихотворение «Китаец в Петербурге», написанное, очевидно, в 1790-е годы было опубликовано в Пантеоне русской поэзии, издано П. Никольским. СПб., 1814. Ч. 3, кн. 6. В нём описана культурная жизнь Петербурга: упомянут «Геликон» (Академия наук), театр; рассказано о двух «Орфеях» — «умном мандарине», что «пел Фелицу всем на диво» (Г. Р. Державин), и о том, который, «резвясь счастливо, движет Стернов клавесин» (Н. М. Карамзин). Стихотворение было одобрено Державиным, который оценив ум и «разнородные познания» автора, отметил его «дар к стихотворству», но посоветовал «заниматься более делами по <…> должности». Основные его стихотворения разбросаны по рукописным сборникам конца XVIII — начала XIX века. Поэтическое наследие Словцова не было собрано и изучено.

### Список произведений
- Прогулки вокруг Тобольска в 1830 г. — М.: Тип. С. Селивановского, 1834. — VI, 196 с.
- Историческое обозрение Сибири. — 2-е изд. — СПб.: Тип. И. Н. Скороходова, 1886.
  - Книга первая, с 1585 по 1742 год. — 23, XXI, 326, IV с.
  - Книга вторая, с 1742 по 1823 год. — 364, V с.